# Puchar Świata w skokach narciarskich 2002/2003
Puchar Świata w skokach narciarskich 2002/2003 – 24. edycja Pucharu Świata mężczyzn w skokach narciarskich, która rozpoczęła się 29 listopada 2002, po raz pierwszy w historii, na obiekcie Rukatunturi w Ruce. Ostatni konkurs sezonu rozegrano 23 marca 2003, na największej wówczas skoczni świata Velikance w Planicy.
Zaplanowanych zostało 30 konkursów, spośród których jeden został odwołany. Organizatorem największej liczby konkursów byli Niemcy. Zdobywcą Kryształowej Kuli został – po raz trzeci z rzędu – Adam Małysz.

## Kalendarz i wyniki
| Lp                                                                                     | Data              | Miejscowość      | Skocznia                 | K    | Uwagi        | 1. miejsce                                                                               | 2. miejsce                                                                                  | 3. miejsce                                                                                |
| -------------------------------------------------------------------------------------- | ----------------- | ---------------- | ------------------------ | ---- | ------------ | ---------------------------------------------------------------------------------------- | ------------------------------------------------------------------------------------------- | ----------------------------------------------------------------------------------------- |
| 1.                                                                                     | 29 listopada 2002 | Ruka             | Rukatunturi              | K120 | nocny        | Primož Peterka                                                                           | Adam Małysz                                                                                 | Janne Ahonen                                                                              |
| 2.                                                                                     | 30 listopada 2002 | Ruka             | Rukatunturi              | K120 | nocny        | Andreas Widhölzl                                                                         | Janne Ahonen                                                                                | Primož Peterka                                                                            |
| 3.                                                                                     | 7 grudnia 2002    | Trondheim        | Granåsen                 | K120 | nocny        | Martin Höllwarth                                                                         | Sigurd Pettersen                                                                            | Michael Uhrmann                                                                           |
| 4.                                                                                     | 8 grudnia 2002    | Trondheim        | Granåsen                 | K120 | -            | Sigurd Pettersen                                                                         | Michael Uhrmann                                                                             | Martin Höllwarth                                                                          |
| 5.                                                                                     | 14 grudnia 2002   | Titisee-Neustadt | Hochfirstschanze         | K120 | -            | Martin Höllwarth                                                                         | Sigurd Pettersen                                                                            | Adam Małysz                                                                               |
| 6.                                                                                     | 15 grudnia 2002   | Titisee-Neustadt | Hochfirstschanze         | K120 | -            | Martin Höllwarth                                                                         | Andreas Goldberger                                                                          | Andreas Kofler                                                                            |
| 7.                                                                                     | 21 grudnia 2002   | Engelberg        | Gross-Titlis-Schanze     | K120 | -            | Janne Ahonen                                                                             | Mathias Hafele                                                                              | Sven Hannawald                                                                            |
| 8.                                                                                     | 22 grudnia 2002   | Engelberg        | Gross-Titlis-Schanze     | K120 | -            | Sven Hannawald                                                                           | Andreas Widhölzl                                                                            | Andreas Goldberger                                                                        |
| 9.                                                                                     | 29 grudnia 2002   | Oberstdorf       | Schattenbergschanze      | K115 | TCS          | Sven Hannawald                                                                           | Martin Höllwarth                                                                            | Janne Ahonen                                                                              |
| 10.                                                                                    | 1 stycznia 2003   | Ga-Pa            | Große Olympiaschanze     | K115 | TCS          | Primož Peterka                                                                           | Adam Małysz Andreas Goldberger                                                              | -                                                                                         |
| 11.                                                                                    | 4 stycznia 2003   | Innsbruck        | Bergisel                 | K120 | TCS          | Janne Ahonen                                                                             | Florian Liegl                                                                               | Martin Höllwarth                                                                          |
| 12.                                                                                    | 6 stycznia 2003   | Bischofshofen    | im. Paula Ausserleitnera | K120 | TCS          | Bjørn Einar Romøren                                                                      | Sven Hannawald Andreas Kofler                                                               | -                                                                                         |
| 13.                                                                                    | 11 stycznia 2003  | Liberec          | Ještěd                   | K120 | -            | Thomas Morgenstern                                                                       | Andreas Widhölzl                                                                            | Jakub Janda                                                                               |
|                                                                                        | 12 stycznia 2003  | Liberec          | Ještěd                   | K120 | [ b ]        | odwołany                                                                                 | odwołany                                                                                    | odwołany                                                                                  |
| 14.                                                                                    | 18 stycznia 2003  | Zakopane         | Wielka Krokiew           | K120 | nocny        | Sven Hannawald                                                                           | Florian Liegl                                                                               | Adam Małysz                                                                               |
| 15.                                                                                    | 19 stycznia 2003  | Zakopane         | Wielka Krokiew           | K120 | -            | Sven Hannawald                                                                           | Florian Liegl                                                                               | Adam Małysz                                                                               |
| 16.                                                                                    | 23 stycznia 2003  | Hakuba           | Olimpijska               | K120 | nocny        | Christian Nagiller                                                                       | Matti Hautamäki                                                                             | Hideharu Miyahira                                                                         |
| 17.                                                                                    | 25 stycznia 2003  | Sapporo          | Ōkurayama                | K120 | nocny        | Roar Ljøkelsøy                                                                           | Christian Nagiller                                                                          | Bjørn Einar Romøren                                                                       |
| 18.                                                                                    | 26 stycznia 2003  | Sapporo          | Ōkurayama                | K120 | -            | Sigurd Pettersen                                                                         | Andreas Widhölzl                                                                            | Florian Liegl                                                                             |
| 19.                                                                                    | 1 lutego 2003     | Tauplitz         | Kulm                     | K185 | loty         | Florian Liegl                                                                            | Sven Hannawald                                                                              | Adam Małysz                                                                               |
| 20.                                                                                    | 2 lutego 2003     | Tauplitz         | Kulm                     | K185 | loty         | Sven Hannawald                                                                           | Florian Liegl                                                                               | Matti Hautamäki                                                                           |
| 21.                                                                                    | 8 lutego 2003     | Willingen        | Mühlenkopfschanze        | K120 | -            | Sven Hannawald                                                                           | Andreas Widhölzl                                                                            | Florian Liegl                                                                             |
| 22.                                                                                    | 9 lutego 2003     | Willingen        | Mühlenkopfschanze        | K120 | [ c ]        | Noriaki Kasai                                                                            | Hideharu Miyahira                                                                           | Robert Kranjec                                                                            |
|                                                                                        |                   |                  |                          |      |              |                                                                                          |                                                                                             |                                                                                           |
| Mistrzostwa Świata w Narciarstwie Klasycznym 2003 • Predazzo, 18 lutego - 1 marca 2003 |                   |                  |                          |      |              |                                                                                          |                                                                                             |                                                                                           |
|                                                                                        |                   |                  |                          |      |              |                                                                                          |                                                                                             |                                                                                           |
| 23.                                                                                    | 8 marca 2003      | Oslo             | Holmenkollbakken         | K115 | nocny, druż. | Austria 1. Thomas Morgenstern 2. Christian Nagiller 3. Florian Liegl 4. Andreas Widhölzl | Finlandia 1. Veli-Matti Lindström 2. Tami Kiuru 3. Arttu Lappi 4. Matti Hautamäki           | Niemcy 1. Georg Späth 2. Michael Uhrmann 3. Martin Schmitt 4. Sven Hannawald              |
| 24.                                                                                    | 9 marca 2003      | Oslo             | Holmenkollbakken         | K115 | TN           | Adam Małysz                                                                              | Florian Liegl Roar Ljøkelsøy                                                                | -                                                                                         |
| 25.                                                                                    | 14 marca 2003     | Lahti            | Salpausselkä             | K116 | TN, nocny    | Adam Małysz                                                                              | Matti Hautamäki                                                                             | Sven Hannawald                                                                            |
| 26.                                                                                    | 15 marca 2003     | Lahti            | Salpausselkä             | K116 | TN, nocny    | Adam Małysz                                                                              | Matti Hautamäki                                                                             | Tami Kiuru                                                                                |
| 27.                                                                                    | 21 marca 2003     | Planica          | Velikanka                | K185 | loty, druż.  | Finlandia 1. Veli-Matti Lindström 2. Janne Ahonen 3. Tami Kiuru 4. Matti Hautamäki       | Norwegia 1. Henning Stensrud 2. Bjørn Einar Romøren 3. Roar Ljøkelsøy 4. Tommy Ingebrigtsen | Austria 1. Thomas Morgenstern 2. Stefan Thurnbichler 3. Florian Liegl 4. Andreas Widhölzl |
| 28.                                                                                    | 22 marca 2003     | Planica          | Velikanka                | K185 | loty         | Matti Hautamäki                                                                          | Adam Małysz                                                                                 | Martin Höllwarth                                                                          |
| 29.                                                                                    | 23 marca 2003     | Planica          | Velikanka                | K185 | loty         | Matti Hautamäki                                                                          | Sven Hannawald                                                                              | Hideharu Miyahira                                                                         |

## Skocznie
| OberstdorfGa-PaInnsbruckBischofshofen Miejsca zawodów Turnieju Czterech Skoczni | RukaTrondheimTitisee-NeustadtEngelbergLiberecZakopaneTauplitzWillingenOsloLahtiPlanica Pozostałe miejsca zawodów w Europie | HakubaSapporo Miejsca zawodów w Japonii |

W tabeli podano rekordy skoczni obowiązujące przed rozpoczęciem Pucharu Świata 2002/2003 lub ustanowione bądź wyrównane w trakcie jego trwania (wyróżnione wytłuszczeniem).
| Zdjęcie        | Nazwa skoczni              | Miejscowość              | K    | Rekord skoczni | Rekord skoczni     | Rekord skoczni |
| Zdjęcie        | Nazwa skoczni              | Miejscowość              | K    | Odległość      | Rekordzista        | Data           |
| -------------- | -------------------------- | ------------------------ | ---- | -------------- | ------------------ | -------------- |
|                | Rukatunturi                | Ruka                     | K120 | 146,0 m        | Sigurd Pettersen   | 29.11.2002     |
|                | Granåsen                   | Trondheim                | K120 | 138,5 m        | Adam Małysz        | 09.03.2001     |
|                | Hochfirstschanze           | Titisee-Neustadt         | K120 | 145,0 m        | Sven Hannawald     | 02.12.2001     |
|                | Gross-Titlis-Schanze       | Engelberg                | K120 | 137,0 m        | Alan Alborn        | 15.12.2001     |
| Simon Ammann   | Gross-Titlis-Schanze       | Engelberg                | K120 | 137,0 m        |                    | 15.12.2001     |
|                | Schattenbergschanze        | Oberstdorf               | K115 | 133,0 m        | Martin Schmitt     | 29.12.2000     |
|                | Große Olympiaschanze       | Garmisch-Partenkirchen   | K115 | 129,5 m        | Adam Małysz        | 01.01.2001     |
|                | Bergisel                   | Innsbruck                | K120 | 134,5 m        | Sven Hannawald     | 04.01.2002     |
|                | Paul-Ausserleitner-Schanze | Bischofshofen            | K120 | 139,0 m        | Sven Hannawald     | 06.01.2002     |
|                | Ještěd                     | Liberec                  | K120 | 139,0 m        | Thomas Morgenstern | 21.12.2002     |
|                | Wielka Krokiew             | Zakopane                 | K120 | 140,0 m        | Sven Hannawald     | 18.01.2003     |
|                | Olimpijska                 | Hakuba                   | K120 | 137,0 m        | Masahiko Harada    | 17.02.1998     |
| Takanobu Okabe | Olimpijska                 | Hakuba                   | K120 | 137,0 m        |                    | 17.02.1998     |
|                | Ōkurayama                  | Sapporo                  | K120 | 139,0 m        | Martin Schmitt     | 24.01.1999     |
| Florian Liegl  | Ōkurayama                  | Sapporo                  | K120 | 139,0 m        | 25.01.2003         |                |
|                | Kulm                       | Tauplitz/Bad Mitterndorf | K185 | 214,5 m        | Sven Hannawald     | 31.01.2003     |
|                | Mühlenkopfschanze          | Willingen                | K120 | 151,5 m        | Adam Małysz        | 03.02.2001     |
|                | Holmenkollbakken           | Oslo                     | K115 | 132,5 m        | Sven Hannawald     | 12.03.2000     |
|                | Salpausselkä               | Lahti                    | K116 | 132,0 m        | Ville Kantee       | 24.02.2001     |
| Adam Małysz    | Salpausselkä               | Lahti                    | K116 | 132,0 m        | 15.03.2003         |                |
|                | Velikanka                  | Planica                  | K185 | 231,0 m        | Matti Hautamäki    | 23.03.2003     |

## Statystyki indywidualne
| Zawodnik | Ruka 29.11 | Ruka 30.11 | Trondheim 7.12 | Trondheim 8.12 | Titisee-Neustadt 14.12 | Titisee-Neustadt 15.12 | Engelberg 21.12 | Engelberg 22.12 | Oberstdorf 29.12 | Garmisch-Partenkirchen 1.01 | Innsbruck 4.01 | Bischofshofen 6.01 | Liberec 11.01 | Zakopane 18.01 | Zakopane 19.01 | Hakuba 23.02 | Sapporo 25.02 | Sapporo 26.02 | Tauplitz 1.02 | Tauplitz 2.02 | Willingen 8.02 | Willingen 9.02 | Oslo 9.03 | Lahti 14.03 | Lahti 15.03 | Planica 22.03 | Planica 23.03 |         |         |
| Austria | Austria    | Austria    | Austria        | Austria        | Austria                | Austria                | Austria         | Austria         | Austria          | Austria                     | Austria        | Austria            | Austria       | Austria        | Austria        | Austria      | Austria       | Austria       | Austria       | Austria       | Austria        | Austria        | Austria   | Austria     | Austria     | Austria       | Austria       | Austria | Austria |
| --- | ---------- | ---------- | -------------- | -------------- | ---------------------- | ---------------------- | --------------- | --------------- | ---------------- | --------------------------- | -------------- | ------------------ | ------------- | -------------- | -------------- | ------------ | ------------- | ------------- | ------------- | ------------- | -------------- | -------------- | --------- | ----------- | ----------- | ------------- | ------------- | ------- | ------- |
| Stefan Becker | –          | –          | –              | –              | –                      | –                      | –               | –               | –                | –                           | –              | q                  | –             | –              | –              | –            | –             | –             | –             | –             | –              | –              | –         | –           | –           | –             | –             |         |         |
| Markus Eigentler | –          | –          | –              | –              | –                      | –                      | –               | –               | –                | –                           | q              | –                  | –             | –              | –              | –            | –             | –             | –             | –             | –              | –              | –         | –           | –           | –             | –             |         |         |
| Manuel Fettner | –          | –          | –              | –              | –                      | –                      | –               | –               | –                | –                           | q              | q                  | –             | –              | –              | –            | –             | –             | –             | –             | –              | –              | –         | –           | –           | –             | –             |         |         |
| Andreas Goldberger | 21         | 18         | 19             | 8              | 7                      | 2                      | 7               | 3               | 14               | 2                           | 8              | 22                 | 8             | 9              | 5              | –            | –             | –             | 14            | 38            | 23             | 25             | –         | –           | –           | –             | –             |         |         |
| Mathias Hafele | –          | –          | –              | –              | –                      | –                      | 2               | 18              | q                | 29                          | 19             | 10                 | 25            | –              | –              | –            | –             | –             | –             | –             | –              | –              | –         | –           | –           | –             | –             |         |         |
| Martin Höllwarth | 8          | 8          | 1              | 3              | 1                      | 1                      | 5               | 36              | 2                | 10                          | 3              | 16                 | –             | 25             | 28             | –            | –             | –             | 8             | 49            | 13             | 12             | 10        | 5           | 5           | 3             | 15            |         |         |
| Stefan Kaiser | –          | –          | –              | –              | –                      | –                      | –               | –               | –                | –                           | 40             | q                  | –             | –              | –              | –            | –             | –             | –             | –             | –              | –              | –         | –           | –           | –             | –             |         |         |
| Bastian Kaltenböck | –          | –          | –              | –              | –                      | –                      | –               | –               | –                | –                           | 47             | q                  | –             | –              | –              | –            | –             | –             | –             | –             | –              | –              | –         | –           | –           | 42            | –             |         |         |
| Martin Koch | 32         | 39         | 15             | 16             | 11                     | q                      | 8               | 12              | 48               | 20                          | 37             | –                  | –             | 22             | 42             | 38           | 24            | 24            | 50            | 28            | q              | 26             | –         | –           | –           | –             | –             |         |         |
| Andreas Kofler | 16         | 41         | 8              | 21             | 18                     | 3                      | 4               | 6               | 5                | 8                           | 10             | 2                  | 15            | 32             | 19             | 21           | 20            | 14            | 21            | 35            | 11             | dsq            | 32        | 39          | 42          | –             | 29            |         |         |
| Florian Liegl | –          | –          | 6              | 17             | 9                      | 12                     | 21              | 19              | 10               | 17                          | 2              | 9                  | 11            | 2              | 2              | 13           | 7             | 3             | 1             | 2             | 3              | 36             | 2         | 14          | 9           | 17            | 9             |         |         |
| Wolfgang Loitzl | 25         | 23         | 31             | 36             | –                      | 28                     | –               | –               | –                | –                           | 28             | 43                 | –             | –              | –              | –            | –             | –             | –             | –             | –              | –              | –         | –           | –           | –             | –             |         |         |
| Thomas Morgenstern | –          | –          | –              | –              | –                      | –                      | –               | –               | 9                | 25                          | 12             | 6                  | 1             | 7              | 12             | –            | –             | –             | –             | –             | –              | –              | 13        | 9           | 13          | 9             | 8             |         |         |
| Bernhard Metzler | –          | –          | –              | –              | –                      | –                      | –               | –               | –                | –                           | –              | q                  | –             | –              | –              | –            | –             | –             | –             | –             | –              | –              | –         | –           | –           | –             | –             |         |         |
| Christian Nagiller | –          | –          | –              | –              | –                      | –                      | –               | –               | –                | –                           | q              | 33                 | –             | 5              | 14             | 1            | 2             | 5             | 4             | 9             | 10             | 46             | 29        | 22          | 40          | 15            | 23            |         |         |
| Balthasar Schneider | –          | –          | –              | –              | –                      | –                      | –               | –               | –                | –                           | 14             | 35                 | 34            | –              | –              | 29           | 26            | 53            | –             | –             | –              | –              | –         | –           | –           | –             | –             |         |         |
| Reinhard Schwarzenberger | 26         | 20         | –              | 26             | 14                     | 8                      | 29              | 26              | –                | –                           | 21             | 24                 | 38            | –              | –              | 4            | 17            | 34            | q             | 22            | 20             | 14             | 41        | 24          | 26          | 45            | 24            |         |         |
| Stefan Thurnbichler | 47         | 44         | 34             | –              | 48                     | –                      | –               | –               | –                | –                           | 22             | q                  | –             | –              | –              | –            | –             | –             | –             | –             | –              | –              | 17        | 20          | 22          | 11            | –             |         |         |
| Andreas Widhölzl | 5          | 1          | 4              | 4              | 6                      | 50                     | 6               | 2               | 28               | 9                           | 5              | 14                 | 2             | 10             | 10             | 8            | 4             | 2             | 6             | 7             | 2              | 6              | 10        | 47          | 49          | 44            | 19            |         |         |
| Bułgaria |            |            |                |                |                        |                        |                 |                 |                  |                             |                |                    |               |                |                |              |               |               |               |               |                |                |           |             |             |               |               |         |         |
| Georgi Żarkow | –          | –          | –              | –              | q                      | q                      | –               | –               | q                | q                           | q              | q                  | –             | –              | –              | –            | –             | –             | –             | –             | q              | q              | –         | –           | –           | –             | –             |         |         |
| Czechy |            |            |                |                |                        |                        |                 |                 |                  |                             |                |                    |               |                |                |              |               |               |               |               |                |                |           |             |             |               |               |         |         |
| Jan Doležal | –          | –          | –              | –              | –                      | –                      | –               | –               | –                | –                           | –              | –                  | q             | –              | –              | –            | –             | –             | –             | –             | –              | –              | –         | –           | –           | –             | –             |         |         |
| Michal Doležal | –          | –          | –              | –              | –                      | –                      | –               | –               | –                | –                           | –              | –                  | 47            | –              | –              | –            | –             | –             | –             | –             | –              | –              | –         | –           | –           | q             | –             |         |         |
| Lukáš Hlava | –          | –          | –              | –              | q                      | q                      | –               | –               | q                | q                           | –              | –                  | 47            | –              | –              | –            | –             | –             | 46            | q             | –              | –              | –         | –           | –           | 41            | –             |         |         |
| Jakub Janda | –          | –          | –              | –              | 41                     | 25                     | –               | –               | 47               | 13                          | q              | 49                 | 3             | 23             | 22             | 28           | 22            | 12            | 15            | 11            | –              | –              | 25        | 16          | 17          | 46            | 16            |         |         |
| David Jirotka | –          | –          | –              | –              | –                      | –                      | –               | –               | –                | –                           | –              | –                  | q             | –              | –              | –            | –             | –             | –             | –             | –              | –              | –         | –           | –           | –             | –             |         |         |
| Jakub Jiroutek | –          | –          | –              | –              | –                      | –                      | –               | –               | –                | –                           | –              | –                  | q             | –              | –              | –            | –             | –             | –             | –             | –              | –              | –         | –           | –           | –             | –             |         |         |
| Jan Matura | –          | –          | –              | –              | 33                     | 36                     | –               | –               | 49               | q                           | q              | q                  | 43            | q              | 36             | –            | –             | –             | 34            | 37            | –              | –              | 38        | 46          | 48          | 24            | –             |         |         |
| Jan Mazoch | –          | –          | –              | –              | –                      | –                      | –               | –               | –                | –                           | –              | –                  | 27            | 48             | 47             | –            | –             | –             | –             | –             | –              | –              | –         | –           | –           | –             | –             |         |         |
| Jiri Parma jr. | –          | –          | q              | q              | q                      | q                      | –               | –               | –                | –                           | q              | –                  | 44            | q              | q              | –            | –             | –             | q             | q             | –              | –              | –         | –           | –           | –             | –             |         |         |
| Vlastibor Sedlák | –          | –          | –              | –              | –                      | –                      | –               | –               | –                | –                           | –              | –                  | q             | –              | –              | –            | –             | –             | –             | –             | –              | –              | –         | –           | –           | –             | –             |         |         |
| Jan Vacula | –          | –          | –              | –              | –                      | –                      | –               | –               | –                | –                           | –              | –                  | q             | –              | –              | –            | –             | –             | –             | –             | –              | –              | –         | –           | –           | –             | –             |         |         |
| František Vaculik | –          | –          | –              | –              | –                      | –                      | –               | –               | –                | –                           | –              | –                  | q             | –              | –              | –            | –             | –             | –             | –             | –              | –              | –         | –           | –           | –             | –             |         |         |
| Estonia |            |            |                |                |                        |                        |                 |                 |                  |                             |                |                    |               |                |                |              |               |               |               |               |                |                |           |             |             |               |               |         |         |
| Jouko Hein | –          | –          | –              | –              | –                      | –                      | –               | –               | –                | q                           | –              | –                  | –             | q              | q              | –            | –             | –             | –             | –             | –              | –              | –         | q           | –           | –             | –             |         |         |
| Jaan Jüris | q          | q          | –              | –              | –                      | –                      | –               | –               | q                | q                           | –              | 31                 | 27            | 45             | 48             | –            | –             | –             | 43            | 45            | 23             | 15             | –         | q           | 43          | –             | –             |         |         |
| Jens Salumäe | q          | 29         | –              | –              | –                      | –                      | –               | –               | q                | q                           | q              | q                  | 45            | q              | q              | –            | –             | –             | q             | q             | 43             | 47             | –         | q           | q           | q             | –             |         |         |
| Finlandia |            |            |                |                |                        |                        |                 |                 |                  |                             |                |                    |               |                |                |              |               |               |               |               |                |                |           |             |             |               |               |         |         |
| Janne Ahonen | 3          | 2          | 9              | 4              | 4                      | 10                     | 1               | 8               | 3                | 5                           | 1              | 4                  | 6             | 20             | 6              | 6            | 8             | 11            | 17            | 5             | 9              | 24             | 19        | 17          | 19          | 39            | 19            |         |         |
| Pasi Ahonen | 39         | –          | –              | –              | –                      | –                      | –               | –               | –                | –                           | –              | –                  | –             | –              | –              | –            | –             | –             | –             | –             | –              | –              | –         | –           | –           | –             | –             |         |         |
| Hannu Alakunnas | 48         | –          | –              | –              | –                      | –                      | –               | –               | –                | –                           | –              | –                  | –             | –              | –              | –            | –             | –             | –             | –             | –              | –              | –         | q           | –           | –             | –             |         |         |
| Lauri Hakola | –          | –          | –              | –              | –                      | –                      | –               | –               | –                | –                           | –              | –                  | –             | –              | –              | –            | –             | –             | –             | –             | –              | –              | –         | q           | –           | –             | –             |         |         |
| Janne Happonen | 24         | 12         | 48             | 50             | –                      | –                      | q               | 36              | –                | –                           | –              | –                  | –             | 24             | 33             | 24           | 29            | 27            | –             | –             | 40             | 22             | 32        | 12          | 29          | 29            | –             |         |         |
| Jussi Hautamäki | q          | 47         | 42             | q              | –                      | –                      | 27              | 21              | 43               | q                           | q              | q                  | –             | –              | –              | –            | –             | –             | –             | –             | 36             | 11             | –         | q           | –           | –             | –             |         |         |
| Matti Hautamäki | 7          | 14         | 10             | 28             | 28                     | 38                     | –               | –               | 22               | 27                          | 30             | 13                 | 10            | 35             | 30             | 2            | 39            | 31            | 26            | 3             | 5              | 4              | 4         | 2           | 2           | 1             | 1             |         |         |
| Jarkko Heikkonen | –          | –          | –              | –              | –                      | –                      | –               | –               | –                | –                           | –              | –                  | –             | –              | –              | –            | –             | –             | –             | –             | –              | –              | –         | q           | –           | –             | –             |         |         |
| Pasi Hyytia | q          | –          | –              | –              | –                      | –                      | –               | –               | –                | –                           | –              | –                  | –             | –              | –              | –            | –             | –             | –             | –             | –              | –              | –         | –           | –           | –             | –             |         |         |
| Risto Jussilainen | 28         | 21         | q              | 39             | –                      | –                      | –               | –               | q                | 32                          | q              | 32                 | 39            | –              | –              | –            | –             | –             | q             | 47            | –              | –              | 34        | 34          | –           | –             | –             |         |         |
| Akseli Kokkonen | 27         | 26         | 36             | 23             | 25                     | 26                     | 48              | 28              | 44               | 43                          | q              | 37                 | –             | 33             | 32             | –            | –             | –             | 44            | 29            | –              | –              | –         | 18          | 24          | 25            | –             |         |         |
| Kalle Keituri | –          | –          | –              | –              | –                      | –                      | –               | –               | –                | –                           | –              | –                  | –             | –              | –              | –            | –             | –             | –             | –             | –              | –              | –         | 28          | –           | –             | –             |         |         |
| Tami Kiuru | 19         | 19         | 22             | 33             | 24                     | 18                     | 18              | 31              | 29               | 15                          | 32             | 27                 | 22            | 40             | 40             | 19           | 9             | 13            | 20            | 19            | –              | –              | 9         | 4           | 3           | 7             | 10            |         |         |
| Toni Nieminen | 29         | –          | –              | –              | 10                     | 42                     | –               | –               | –                | –                           | –              | –                  | –             | –              | –              | –            | –             | –             | –             | –             | –              | –              | –         | q           | –           | –             | –             |         |         |
| Arttu Lappi | 10         | 25         | 17             | 10             | 16                     | 20                     | 26              | 14              | 18               | 11                          | 36             | q                  | 17            | 19             | 21             | –            | –             | –             | 16            | 34            | –              | –              | 24        | 19          | 18          | q             | –             |         |         |
| Veli-Matti Lindström | 31         | –          | –              | –              | 23                     | 33                     | 25              | 16              | 11               | 14                          | 25             | 26                 | 23            | 8              | 27             | 34           | 41            | 17            | 23            | 13            | –              | –              | 18        | 23          | 15          | 5             | 5             |         |         |
| Harri Olli | 46         | –          | –              | –              | –                      | –                      | –               | –               | –                | –                           | –              | –                  | –             | –              | –              | –            | –             | –             | –             | –             | –              | –              | –         | –           | –           | –             | –             |         |         |
| Juha-Matti Ruuskanen | q          | –          | –              | –              | –                      | –                      | –               | –               | –                | –                           | –              | –                  | –             | –              | –              | –            | –             | –             | –             | –             | –              | –              | –         | q           | –           | –             | –             |         |         |
| Pekka Salminen | q          | –          | –              | –              | –                      | –                      | –               | –               | –                | –                           | –              | –                  | –             | –              | –              | 46           | 25            | 52            | 36            | 50            | 32             | 48             | –         | q           | –           | –             | –             |         |         |
| Janne Ylijärvi | q          | –          | –              | –              | –                      | –                      | –               | –               | –                | –                           | –              | –                  | –             | –              | –              | –            | –             | –             | –             | –             | –              | –              | –         | 25          | 36          | –             | –             |         |         |
| Kimmo Yliriesto | 33         | –          | –              | –              | 45                     | 32                     | –               | –               | –                | –                           | –              | –                  | –             | –              | –              | –            | –             | –             | –             | –             | –              | –              | –         | q           | –           | –             | –             |         |         |
| Francja |            |            |                |                |                        |                        |                 |                 |                  |                             |                |                    |               |                |                |              |               |               |               |               |                |                |           |             |             |               |               |         |         |
| Emmanuel Chedal | 49         | q          | 50             | q              | –                      | –                      | –               | –               | –                | –                           | q              | dsq                | 35            | –              | –              | 44           | 51            | 48            | 30            | 41            | –              | –              | 30        | 21          | 35          | 32            | –             |         |         |
| Nicolas Dessum | q          | 28         | 37             | q              | –                      | –                      | 39              | 40              | –                | –                           | 29             | q                  | 46            | –              | –              | 26           | 48            | 29            | 31            | 33            | –              | –              | 31        | 43          | 30          | 28            | –             |         |         |
| Florentin Durand | –          | –          | –              | –              | –                      | –                      | –               | –               | –                | –                           | –              | –                  | –             | –              | –              | –            | –             | –             | –             | –             | 47             | 31             | –         | –           | –           | –             | –             |         |         |
| Maxime Remy | –          | –          | –              | –              | –                      | –                      | –               | –               | –                | –                           | q              | –                  | –             | –              | –              | –            | –             | –             | –             | –             | dsq            | 27             | –         | –           | –           | –             | –             |         |         |
| Rémi Santiago | q          | 46         | –              | –              | q                      | q                      | –               | –               | –                | –                           | –              | –                  | –             | –              | –              | –            | –             | –             | –             | –             | q              | 41             | –         | –           | –           | –             | –             |         |         |
| Holandia |            |            |                |                |                        |                        |                 |                 |                  |                             |                |                    |               |                |                |              |               |               |               |               |                |                |           |             |             |               |               |         |         |
| Christoph Kreuzer | q          | q          | q              | q              | q                      | q                      | –               | –               | –                | –                           | q              | q                  | –             | –              | –              | 49           | 49            | 60            | q             | –             | 48             | 42             | –         | –           | –           | q             | –             |         |         |
| Ingemar Mayr | –          | –          | q              | q              | q                      | q                      | 34              | 33              | q                | q                           | q              | 46                 | 49            | –              | –              | 48           | 44            | 55            | –             | –             | 45             | 29             | q         | q           | q           | –             | –             |         |         |
| Japonia |            |            |                |                |                        |                        |                 |                 |                  |                             |                |                    |               |                |                |              |               |               |               |               |                |                |           |             |             |               |               |         |         |
| Kazuyoshi Funaki | 11         | 10         | 24             | 22             | 38                     | 21                     | 24              | 5               | 23               | 37                          | 49             | 38                 | –             | –              | –              | 30           | 30            | 38            | –             | –             | –              | –              | 37        | 30          | 31          | 10            | 13            |         |         |
| Masahiko Harada | q          | q          | q              | 31             | 35                     | 40                     | –               | –               | –                | –                           | –              | –                  | –             | –              | –              | –            | –             | –             | –             | –             | –              | –              | –         | –           | –           | –             | –             |         |         |
| Akira Higashi | –          | –          | –              | –              | –                      | –                      | –               | –               | –                | –                           | –              | –                  | –             | –              | –              | 12           | 18            | 19            | –             | –             | –              | –              | –         | q           | –           | –             | –             |         |         |
| Tsuyoshi Ichinohe | –          | –          | –              | –              | –                      | –                      | –               | –               | –                | –                           | –              | –                  | –             | –              | –              | –            | dsq           | 46            | –             | –             | –              | –              | –         | –           | –           | –             | –             |         |         |
| Yūsuke Kaneko | –          | –          | –              | –              | –                      | –                      | –               | –               | –                | –                           | –              | –                  | –             | –              | –              | 37           | 33            | 49            | –             | –             | –              | –              | –         | –           | –           | –             | –             |         |         |
| Noriaki Kasai | 12         | 22         | 11             | 9              | 19                     | 17                     | 20              | 17              | 21               | 22                          | 13             | 39                 | –             | –              | –              | 9            | 10            | 22            | 10            | 10            | 12             | 1              | 5         | 6           | 16          | 36            | 7             |         |         |
| Hideharu Miyahira | 17         | 36         | 13             | 18             | 20                     | 16                     | 10              | 32              | 16               | 7                           | 11             | 19                 | –             | –              | –              | 3            | 5             | 10            | 11            | 40            | 6              | 2              | 10        | 15          | 7           | 6             | 3             |         |         |
| Sōta Okamura | –          | –          | –              | –              | –                      | –                      | –               | –               | –                | –                           | –              | –                  | –             | –              | –              | –            | 54            | 44            | –             | –             | –              | –              | –         | –           | –           | –             | –             |         |         |
| Shinichiro Saito | –          | –          | –              | –              | –                      | –                      | –               | –               | –                | –                           | –              | –                  | –             | –              | –              | –            | 58            | 53            | –             | –             | –              | –              | –         | –           | –           | –             | –             |         |         |
| Yukio Sakano | –          | –          | –              | –              | –                      | –                      | –               | –               | –                | –                           | –              | –                  | –             | –              | –              | –            | 35            | 56            | –             | –             | –              | –              | –         | –           | –           | –             | –             |         |         |
| Yasuhiro Shibata | –          | –          | –              | –              | –                      | –                      | –               | –               | –                | –                           | –              | –                  | –             | –              | –              | –            | 45            | 57            | –             | –             | –              | –              | –         | –           | –           | –             | –             |         |         |
| Teppei Takano | q          | 49         | q              | q              | q                      | q                      | –               | –               | –                | –                           | –              | –                  | –             | –              | –              | –            | 16            | 25            | q             | q             | 42             | 9              | 36        | 45          | 33          | 40            | –             |         |         |
| Shingo Ueno | –          | –          | –              | –              | –                      | –                      | –               | –               | –                | –                           | –              | –                  | –             | –              | –              | 39           | 50            | 50            | –             | –             | –              | –              | –         | –           | –           | –             | –             |         |         |
| Hiroki Yamada | q          | q          | 39             | q              | q                      | 41                     | 38              | 48              | q                | 47                          | q              | q                  | –             | –              | –              | –            | 36            | 40            | –             | –             | –              | –              | –         | –           | –           | –             | –             |         |         |
| Naoki Yasuzaki | –          | –          | –              | –              | –                      | –                      | –               | –               | –                | –                           | –              | –                  | –             | –              | –              | –            | 40            | 58            | –             | –             | –              | –              | –         | –           | –           | –             | –             |         |         |
| Kazuya Yoshioka | 42         | q          | q              | q              | 49                     | q                      | –               | –               | q                | q                           | q              | q                  | –             | –              | –              | –            | –             | –             | –             | –             | –              | –              | –         | –           | –           | –             | –             |         |         |
| Fumihisa Yumoto | –          | –          | –              | –              | –                      | –                      | –               | –               | –                | –                           | –              | –                  | –             | –              | –              | –            | 46            | 59            | –             | –             | –              | –              | –         | –           | –           | –             | –             |         |         |
| Kazachstan |            |            |                |                |                        |                        |                 |                 |                  |                             |                |                    |               |                |                |              |               |               |               |               |                |                |           |             |             |               |               |         |         |
| Stanisław Filimonow | q          | q          | –              | –              | q                      | q                      | q               | 44              | q                | q                           | 39             | q                  | –             | –              | –              | –            | –             | –             | –             | –             | –              | –              | q         | q           | q           | –             | –             |         |         |
| Pawieł Gajduk | q          | q          | –              | –              | q                      | q                      | q               | q               | q                | q                           | q              | q                  | –             | –              | –              | –            | –             | –             | –             | –             | –              | –              | q         | q           | q           | –             | –             |         |         |
| Maksim Połunin | q          | q          | –              | –              | q                      | q                      | q               | q               | q                | q                           | q              | q                  | –             | –              | –              | –            | –             | –             | –             | –             | –              | –              | q         | –           | –           | –             | –             |         |         |
| Radik Żaparow | –          | –          | –              | –              | –                      | –                      | –               | –               | –                | –                           | –              | –                  | –             | –              | –              | –            | –             | –             | –             | –             | –              | –              | q         | q           | q           | –             | –             |         |         |
| Korea Południowa |            |            |                |                |                        |                        |                 |                 |                  |                             |                |                    |               |                |                |              |               |               |               |               |                |                |           |             |             |               |               |         |         |
| Choi Heung-chul | q          | 48         | –              | –              | q                      | q                      | q               | –               | q                | q                           | q              | –                  | –             | –              | –              | –            | –             | –             | –             | –             | –              | –              | 50        | q           | q           | q             | –             |         |         |
| Choi Yong-jik | –          | –          | –              | –              | q                      | q                      | 42              | 46              | q                | q                           | q              | –                  | –             | –              | –              | –            | –             | –             | –             | –             | –              | –              | –         | –           | –           | –             | –             |         |         |
| Kang Chil-ku | q          | q          | –              | –              | –                      | –                      | 31              | 35              | q                | 36                          | 48             | q                  | –             | –              | –              | –            | –             | –             | –             | –             | –              | –              | 48        | q           | –           | –             | –             |         |         |
| Niemcy |            |            |                |                |                        |                        |                 |                 |                  |                             |                |                    |               |                |                |              |               |               |               |               |                |                |           |             |             |               |               |         |         |
| Roland Audenrieth | –          | –          | –              | –              | –                      | –                      | –               | –               | –                | q                           | –              | –                  | –             | –              | –              | –            | –             | –             | –             | –             | –              | –              | –         | –           | –           | –             | –             |         |         |
| Ferdinand Bader | –          | –          | –              | –              | –                      | –                      | –               | –               | q                | q                           | –              | –                  | –             | –              | –              | –            | –             | –             | q             | q             | –              | –              | –         | –           | –           | –             | –             |         |         |
| Kai Bracht | –          | –          | –              | –              | –                      | –                      | –               | –               | q                | 45                          | –              | –                  | –             | –              | –              | –            | –             | –             | 34            | 25            | –              | –              | –         | –           | –           | q             | –             |         |         |
| Christof Duffner | –          | –          | –              | –              | –                      | –                      | –               | –               | 49               | 40                          | q              | 44                 | –             | –              | –              | –            | –             | –             | 18            | 12            | 31             | 28             | 42        | 33          | 50          | 19            | –             |         |         |
| Sven Hannawald | 44         | 49         | –              | –              | 17                     | 4                      | 3               | 1               | 1                | 12                          | 4              | 2                  | 5             | 1              | 1              | –            | –             | –             | 2             | 1             | 1              | 36             | 14        | 3           | 10          | 4             | 2             |         |         |
| Dirk Else | –          | –          | –              | –              | –                      | –                      | –               | –               | 30               | q                           | –              | –                  | –             | –              | –              | –            | –             | –             | –             | –             | –              | –              | –         | –           | –           | –             | –             |         |         |
| Alexander Herr | 38         | 30         | 40             | 29             | 29                     | 23                     | 44              | 36              | 42               | q                           | –              | –                  | 35            | –              | –              | 45           | 32            | 37            | –             | –             | –              | –              | 44        | 37          | 28          | 22            | –             |         |         |
| Stephan Hocke | 22         | 45         | q              | 49             | 40                     | 22                     | 43              | 41              | 25               | 34                          | q              | –                  | –             | 25             | 31             | 25           | 53            | 43            | –             | –             | –              | –              | –         | –           | –           | –             | –             |         |         |
| Daniel Klausmann | –          | –          | –              | –              | –                      | –                      | –               | –               | q                | q                           | –              | –                  | –             | –              | –              | –            | –             | –             | –             | –             | –              | –              | –         | –           | –           | –             | –             |         |         |
| Frank Ludwig | –          | –          | –              | –              | –                      | –                      | –               | –               | q                | q                           | –              | –                  | –             | –              | –              | –            | –             | –             | –             | –             | –              | –              | –         | –           | –           | –             | –             |         |         |
| Maximilian Mechler | –          | –          | –              | –              | –                      | –                      | –               | –               | 33               | 38                          | q              | q                  | 35            | –              | –              | 33           | 14            | 7             | –             | –             | dns            | –              | –         | –           | –           | –             | –             |         |         |
| Michael Möllinger | –          | –          | –              | –              | –                      | –                      | –               | –               | 34               | 42                          | –              | –                  | –             | –              | –              | –            | –             | –             | –             | –             | –              | –              | –         | –           | –           | 23            | –             |         |         |
| Michael Neumayer | q          | 42         | 26             | 35             | 26                     | 43                     | 46              | 22              | 36               | q                           | –              | 36                 | 29            | 31             | 15             | 27           | 11            | 33            | –             | –             | 26             | 17             | 28        | 41          | 39          | 47            | 26            |         |         |
| Stefan Pieper | 43         | q          | 32             | 37             | 39                     | q                      | –               | –               | 20               | 35                          | 46             | 22                 | 20            | 28             | 23             | 36           | 12            | 20            | –             | –             | 38             | 19             | 46        | q           | q           | –             | –             |         |         |
| Frank Reichel | –          | –          | –              | –              | –                      | –                      | –               | –               | q                | –                           | –              | –                  | –             | –              | –              | –            | –             | –             | –             | –             | –              | –              | –         | –           | –           | –             | –             |         |         |
| Jörg Ritzerfeld | 34         | 38         | q              | 40             | 36                     | 39                     | 44              | 50              | 38               | 31                          | –              | –                  | 30            | 37             | 24             | 32           | 38            | 23            | 45            | 46            | –              | –              | –         | –           | –           | –             | –             |         |         |
| Martin Schmitt | –          | –          | –              | –              | –                      | –                      | 16              | 33              | 4                | 33                          | 9              | 21                 | –             | 12             | 18             | –            | –             | –             | 12            | 20            | 22             | 45             | 27        | 8           | 7           | –             | –             |         |         |
| Georg Späth | 36         | 31         | 18             | 14             | 31                     | 24                     | 33              | 9               | 19               | 28                          | 23             | 12                 | 51            | 11             | 20             | –            | –             | –             | 27            | 27            | 17             | q              | q         | 39          | 37          | 43            | 28            |         |         |
| Michael Uhrmann | 6          | 5          | 3              | 2              | 5                      | 13                     | 11              | 25              | 15               | 26                          | 18             | 30                 | 16            | –              | –              | –            | –             | –             | –             | 19            | 23             | 25             | 16        | 10          | 6           | 8             | 12            |         |         |
| Norwegia |            |            |                |                |                        |                        |                 |                 |                  |                             |                |                    |               |                |                |              |               |               |               |               |                |                |           |             |             |               |               |         |         |
| Anders Bardal | 35         | 34         | 46             | q              | –                      | –                      | –               | –               | 35               | 46                          | q              | 25                 | 33            | 38             | 35             | 17           | 23            | 18            | q             | 8             | 35             | 32             | 43        | 48          | 47          | 27            | –             |         |         |
| Lars Bystøl | –          | –          | 38             | 24             | –                      | –                      | –               | –               | 32               | 23                          | 20             | 17                 | 19            | 17             | 8              | 34           | 54            | 14            | 22            | 15            | 7              | 5              | 39        | –           | –           | 34            | 27            |         |         |
| Olav Magne Dønnem | –          | –          | 35             | 32             | –                      | –                      | –               | –               | –                | –                           | –              | –                  | –             | –              | –              | –            | –             | –             | –             | –             | –              | –              | –         | –           | –           | –             | –             |         |         |
| Trond-Arild Evensen | –          | –          | q              | –              | –                      | –                      | –               | –               | –                | –                           | –              | –                  | –             | –              | –              | –            | –             | –             | –             | –             | –              | –              | –         | –           | –           | –             | –             |         |         |
| Kim-Roar Hansen | –          | –          | 14             | 12             | 22                     | 15                     | 23              | q               | 37               | 24                          | 43             | 18                 | 41            | 27             | 29             | 23           | 13            | 32            | –             | –             | 15             | 34             | q         | q           | q           | –             | –             |         |         |
| Tommy Ingebrigtsen | –          | –          | 29             | q              | –                      | –                      | –               | –               | q                | q                           | q              | q                  | –             | –              | –              | –            | –             | –             | 13            | 14            | 20             | 40             | q         | 7           | 4           | q             | 18            |         |         |
| Daniel Forfang | –          | –          | 32             | 34             | –                      | –                      | –               | –               | –                | –                           | –              | –                  | –             | 38             | 32             | –            | –             | –             | –             | –             | –              | –              | –         | 36          | 45          | –             | –             |         |         |
| Håvard Lie | –          | –          | q              | q              | –                      | –                      | –               | –               | –                | –                           | –              | –                  | –             | –              | –              | –            | –             | –             | –             | –             | –              | –              | –         | –           | –           | –             | –             |         |         |
| Roar Ljøkelsøy | 9          | 9          | 7              | 11             | 15                     | 7                      | 17              | 15              | 6                | 4                           | 7              | 15                 | 12            | 14             | 9              | 7            | 1             | 9             | 7             | 18            | 28             | 30             | 2         | 29          | 21          | 19            | 11            |         |         |
| Thomas Lobben | –          | –          | q              | –              | –                      | –                      | –               | –               | –                | –                           | –              | –                  | –             | –              | –              | –            | –             | –             | –             | –             | –              | –              | –         | –           | –           | –             | –             |         |         |
| Christian Meyer | –          | –          | q              | q              | –                      | –                      | –               | –               | –                | –                           | –              | –                  | –             | –              | –              | –            | –             | –             | –             | –             | –              | –              | –         | –           | –           | –             | –             |         |         |
| Sigurd Pettersen | 4          | 6          | 2              | 1              | 2                      | 37                     | 12              | 11              | 17               | 21                          | 26             | 5                  | 18            | 4              | 7              | 14           | 34            | 1             | 25            | 36            | 14             | 33             | 7         | 49          | 34          | –             | –             |         |         |
| Bjørn Einar Romøren | 18         | 32         | 44             | 13             | dsq                    | 14                     | 22              | 7               | 31               | 15                          | 17             | 1                  | 7             | 16             | 17             | 18           | 3             | 8             | 9             | 21            | 19             | 23             | 21        | 42          | 12          | 14            | 14            |         |         |
| Morten Solem | –          | –          | q              | 47             | –                      | –                      | –               | –               | –                | –                           | –              | –                  | –             | –              | –              | –            | –             | –             | –             | –             | –              | –              | –         | –           | –           | –             | –             |         |         |
| Henning Stensrud | 14         | 37         | 20             | 15             | 34                     | 31                     | 14              | 23              | 26               | 18                          | 35             | q                  | q             | 18             | 16             | –            | –             | –             | 37            | 42            | 16             | 10             | 35        | 11          | 27          | 18            | 30            |         |         |
| Polska |            |            |                |                |                        |                        |                 |                 |                  |                             |                |                    |               |                |                |              |               |               |               |               |                |                |           |             |             |               |               |         |         |
| Marcin Bachleda | –          | 11         | 30             | 37             | 46                     | 18                     | q               | 27              | 45               | 49                          | 44             | 50                 | –             | 29             | 50             | 20           | 19            | 21            | 32            | q             | –              | –              | 40        | q           | q           | –             | –             |         |         |
| Krystian Długopolski | –          | –          | –              | –              | –                      | –                      | –               | –               | –                | –                           | –              | –                  | 50            | –              | –              | –            | –             | –             | –             | –             | –              | –              | –         | –           | –           | –             | –             |         |         |
| Adam Małysz | 2          | 4          | 5              | 6              | 3                      | 6                      | 15              | 4               | 13               | 2                           | 6              | 7                  | 16            | 3              | 3              | 5            | 6             | 6             | 3             | 4             | –              | –              | 1         | 1           | 1           | 2             | 4             |         |         |
| Robert Mateja | q          | –          | –              | 45             | –                      | –                      | –               | –               | –                | –                           | –              | 42                 | 26            | 42             | 49             | –            | –             | –             | 38            | 43            | –              | –              | 45        | q           | 46          | –             | –             |         |         |
| Tomasz Pochwała | 30         | 34         | 28             | q              | 32                     | 47                     | –               | –               | q                | q                           | q              | q                  | –             | 47             | 51             | –            | –             | –             | –             | –             | –              | –              | –         | –           | –           | –             | –             |         |         |
| Wojciech Skupień | –          | –          | –              | –              | –                      | –                      | –               | –               | –                | –                           | –              | –                  | –             | q              | q              | –            | –             | –             | –             | –             | –              | –              | –         | –           | –           | –             | –             |         |         |
| Grzegorz Sobczyk | –          | –          | –              | –              | –                      | –                      | –               | –               | –                | –                           | –              | –                  | –             | q              | 46             | –            | –             | –             | –             | –             | –              | –              | –         | –           | –           | –             | –             |         |         |
| Tomisław Tajner | dsq        | 27         | 47             | –              | q                      | 30                     | 28              | 24              | 46               | q                           | –              | –                  | –             | q              | q              | –            | –             | –             | 47            | q             | –              | –              | –         | –           | –           | –             | –             |         |         |
| Wojciech Tajner | –          | –          | –              | –              | –                      | –                      | –               | –               | –                | –                           | –              | –                  | –             | q              | q              | –            | –             | –             | –             | –             | –              | –              | –         | –           | –           | –             | –             |         |         |
| Rosja |            |            |                |                |                        |                        |                 |                 |                  |                             |                |                    |               |                |                |              |               |               |               |               |                |                |           |             |             |               |               |         |         |
| Ildar Fatkullin | q          | q          | –              | –              | q                      | q                      | q               | q               | q                | q                           | q              | q                  | –             | q              | 44             | 50           | 47            | 45            | q             | 44            | 39             | 38             | –         | –           | –           | –             | –             |         |         |
| Walerij Kobielew | q          | q          | –              | –              | q                      | 45                     | q               | q               | q                | 44                          | 42             | q                  | –             | 46             | q              | 47           | 37            | 42            | –             | –             | –              | –              | –         | –           | –           | –             | –             |         |         |
| Siergiej Kożewnikow | –          | –          | –              | –              | –                      | –                      | –               | –               | –                | –                           | –              | –                  | –             | –              | –              | –            | –             | –             | –             | –             | –              | –              | –         | q           | q           | –             | –             |         |         |
| Ilja Roslakow | q          | q          | –              | –              | q                      | q                      | 49              | q               | q                | q                           | q              | q                  | –             | –              | q              | 43           | 59            | 50            | 48            | q             | q              | 13             | –         | –           | –           | –             | –             |         |         |
| Aleksiej Siłajew | q          | q          | –              | –              | q                      | q                      | q               | q               | q                | q                           | q              | –                  | –             | q              | –              | –            | –             | –             | q             | q             | –              | –              | –         | –           | –           | –             | –             |         |         |
| Dmitrij Wasiljew | –          | –          | –              | –              | –                      | –                      | –               | –               | –                | –                           | –              | 44                 | –             | 44             | 34             | 16           | 21            | 29            | 42            | 26            | 33             | q              | –         | –           | –           | –             | –             |         |         |
| Słowacja |            |            |                |                |                        |                        |                 |                 |                  |                             |                |                    |               |                |                |              |               |               |               |               |                |                |           |             |             |               |               |         |         |
| Martin Mesík | q          | q          | q              | q              | –                      | –                      | –               | –               | q                | q                           | q              | q                  | 42            | 43             | 42             | 40           | 57            | 41            | q             | q             | 34             | 16             | –         | q           | q           | 50            | –             |         |         |
| Dušan Oršula | –          | –          | q              | q              | –                      | –                      | –               | –               | q                | q                           | q              | q                  | q             | q              | q              | –            | –             | –             | –             | –             | 44             | q              | –         | –           | –           | –             | –             |         |         |
| Słowenia |            |            |                |                |                        |                        |                 |                 |                  |                             |                |                    |               |                |                |              |               |               |               |               |                |                |           |             |             |               |               |         |         |
| Rok Benkovič | q          | 16         | 41             | 42             | 43                     | 46                     | 47              | 47              | –                | –                           | q              | 40                 | –             | –              | –              | –            | –             | –             | –             | –             | –              | –              | 8         | 38          | 20          | 16            | 21            |         |         |
| Blaž Bilban | –          | –          | –              | –              | –                      | –                      | –               | –               | –                | –                           | –              | –                  | –             | –              | –              | –            | –             | –             | –             | –             | –              | –              | –         | –           | –           | 48            | –             |         |         |
| Jure Bogataj | –          | –          | –              | –              | –                      | –                      | –               | –               | –                | –                           | –              | –                  | –             | –              | –              | –            | –             | –             | –             | –             | –              | –              | –         | –           | –           | q             | –             |         |         |
| Jernej Damjan | –          | –          | –              | –              | –                      | –                      | –               | –               | –                | –                           | –              | –                  | –             | –              | –              | –            | –             | –             | –             | –             | –              | –              | –         | –           | –           | q             | –             |         |         |
| Damjan Fras | q          | 33         | 23             | 19             | 13                     | 9                      | 19              | 29              | 12               | 19                          | 24             | 28                 | 31            | 21             | 26             | 22           | 42            | 26            | –             | –             | q              | q              | q         | 50          | 32          | 38            | –             |         |         |
| Andraž Kern | –          | –          | –              | –              | –                      | –                      | –               | –               | –                | –                           | –              | –                  | –             | –              | –              | –            | –             | –             | –             | –             | –              | –              | –         | –           | –           | q             | –             |         |         |
| Robert Kranjec | 13         | 7          | 27             | 44             | 27                     | 48                     | –               | –               | 24               | 50                          | 16             | 29                 | 21            | 13             | 11             | –            | –             | –             | 5             | 6             | 4              | 3              | 15        | 13          | 14          | q             | 6             |         |         |
| Grega Lang | 45         | q          | q              | q              | –                      | –                      | –               | –               | –                | –                           | –              | –                  | –             | –              | –              | –            | –             | –             | q             | q             | –              | –              | –         | –           | –           | q             | –             |         |         |
| Igor Medved | q          | q          | 45             | 43             | –                      | –                      | –               | –               | q                | q                           | 34             | 33                 | 14            | 39             | 40             | –            | –             | –             | 33            | 24            | 41             | 39             | 49        | q           | q           | –             | –             |         |         |
| Bine Norčič | –          | –          | –              | –              | –                      | –                      | –               | –               | –                | –                           | –              | –                  | –             | –              | –              | –            | –             | –             | –             | –             | –              | –              | –         | –           | –           | q             | –             |         |         |
| Primož Peterka | 1          | 3          | 16             | 20             | 12                     | 11                     | 13              | 10              | 7                | 1                           | 15             | 8                  | 4             | 6              | 4              | 11           | 15            | 4             | 28            | 16            | 8              | 7              | 20        | 27          | 25          | 37            | 25            |         |         |
| Jure Radelj | –          | –          | –              | –              | –                      | –                      | –               | –               | –                | –                           | –              | –                  | –             | 41             | 38             | 41           | 52            | 35            | –             | –             | –              | –              | –         | –           | –           | 33            | –             |         |         |
| Primož Urh-Zupan | –          | –          | –              | –              | –                      | –                      | –               | –               | –                | –                           | –              | –                  | –             | 49             | 45             | –            | –             | –             | –             | –             | –              | –              | –         | –           | –           | q             | –             |         |         |
| Blaž Vrhovnik | –          | –          | –              | –              | –                      | –                      | –               | –               | –                | –                           | –              | –                  | –             | –              | –              | –            | –             | –             | q             | q             | –              | –              | –         | –           | –           | q             | –             |         |         |
| Peter Žonta | 15         | 13         | 12             | 7              | 8                      | 5                      | 9               | 13              | 8                | 30                          | 31             | 11                 | 9             | 15             | 13             | 15           | 43            | 16            | 29            | 31            | 18             | 20             | 26        | 26          | 41          | 30            | 31            |         |         |
| Bine Zupan | –          | –          | –              | –              | –                      | –                      | –               | –               | –                | –                           | –              | –                  | –             | –              | –              | –            | –             | –             | –             | –             | –              | –              | –         | –           | –           | q             | –             |         |         |
| Stany Zjednoczone |            |            |                |                |                        |                        |                 |                 |                  |                             |                |                    |               |                |                |              |               |               |               |               |                |                |           |             |             |               |               |         |         |
| Alan Alborn | –          | –          | –              | –              | –                      | –                      | –               | –               | q                | 40                          | 41             | q                  | 24            | q              | –              | –            | –             | –             | 40            | 30            | 37             | 35             | 22        | 35          | 38          | 31            | –             |         |         |
| Clint Jones | 23         | 17         | 43             | 30             | 30                     | 49                     | 40              | 43              | q                | q                           | –              | –                  | –             | –              | –              | –            | –             | –             | 41            | 39            | q              | 43             | q         | 31          | 44          | 13            | –             |         |         |
| Tommy Schwall | q          | q          | q              | q              | –                      | –                      | q               | q               | q                | q                           | –              | –                  | –             | –              | –              | –            | –             | –             | –             | –             | –              | –              | q         | q           | q           | 39            | –             |         |         |
| Szwajcaria |            |            |                |                |                        |                        |                 |                 |                  |                             |                |                    |               |                |                |              |               |               |               |               |                |                |           |             |             |               |               |         |         |
| Simon Ammann | 37         | 40         | 25             | 27             | 21                     | 29                     | 35              | 45              | 27               | 6                           | 27             | 47                 | –             | 30             | 39             | 10           | 28            | 36            | –             | –             | –              | –              | 5         | 43          | 11          | 12            | 20            |         |         |
| Sylvain Freiholz | –          | –          | –              | –              | –                      | –                      | 41              | 39              | –                | 48                          | q              | –                  | –             | q              | q              | –            | –             | –             | –             | –             | 29             | 18             | q         | –           | –           | 49            | –             |         |         |
| Bruno Hauswirth | –          | –          | –              | –              | –                      | –                      | q               | q               | –                | –                           | –              | –                  | –             | –              | –              | –            | –             | –             | –             | –             | –              | –              | –         | –           | –           | –             | –             |         |         |
| Andreas Küttel | 41         | 24         | 49             | 40             | 47                     | 33                     | 36              | 20              | 29               | q                           | 50             | 48                 | –             | 50             | q              | 31           | 31            | 47            | –             | –             | q              | q              | –         | –           | –           | –             | –             |         |         |
| Marco Steinauer | 40         | 43         | q              | q              | q                      | 35                     | 32              | –               | q                | q                           | q              | –                  | –             | q              | q              | –            | –             | –             | q             | q             | –              | –              | –         | q           | q           | –             | –             |         |         |
| Marc Vogel | –          | –          | –              | –              | –                      | –                      | 50              | q               | –                | –                           | –              | –                  | –             | –              | –              | –            | –             | –             | –             | –             | 46             | 43             | –         | –           | –           | –             | –             |         |         |
| Szwecja |            |            |                |                |                        |                        |                 |                 |                  |                             |                |                    |               |                |                |              |               |               |               |               |                |                |           |             |             |               |               |         |         |
| Isak Grimholm | q          | q          | q              | 46             | –                      | –                      | –               | –               | q                | q                           | q              | q                  | –             | –              | –              | –            | –             | –             | –             | –             | –              | –              | –         | –           | –           | –             | –             |         |         |
| Kristoffer Jåfs | q          | q          | q              | 48             | 42                     | q                      | 30              | 49              | 40               | q                           | 44             | 41                 | 32            | –              | –              | 42           | 27            | 28            | 49            | 48            | 30             | 21             | 23        | q           | q           | q             | –             |         |         |
| Włochy |            |            |                |                |                        |                        |                 |                 |                  |                             |                |                    |               |                |                |              |               |               |               |               |                |                |           |             |             |               |               |         |         |
| Giancarlo Adami | –          | –          | –              | –              | –                      | –                      | –               | –               | q                | q                           | q              | q                  | –             | –              | –              | –            | –             | –             | –             | –             | –              | –              | q         | –           | –           | q             | –             |         |         |
| Marco Beltrame | –          | –          | –              | –              | –                      | –                      | –               | –               | –                | –                           | –              | –                  | –             | –              | –              | –            | –             | –             | –             | –             | –              | –              | –         | –           | –           | q             | –             |         |         |
| Alessio Bolognani | –          | –          | –              | –              | –                      | –                      | –               | –               | q                | q                           | q              | q                  | –             | –              | –              | –            | –             | –             | –             | –             | –              | –              | q         | –           | –           | q             | –             |         |         |
| Roberto Cecon | 20         | 15         | 21             | 25             | 37                     | 27                     | –               | –               | 41               | 39                          | 33             | 10                 | 13            | 35             | 25             | –            | –             | –             | 24            | 17            | 27             | 8              | 47        | 32          | 23          | 21            | 22            |         |         |
| Stefano Chiapolino | –          | –          | –              | –              | –                      | –                      | –               | –               | –                | –                           | –              | –                  | –             | –              | –              | –            | –             | –             | –             | –             | –              | –              | q         | –           | –           | –             | –             |         |         |
| Legenda |            |            |                |                |                        |                        |                 |                 |                  |                             |                |                    |               |                |                |              |               |               |               |               |                |                |           |             |             |               |               |         |         |
| 1–3 4–30 poniżej 30 q – Zawodnik nie zakwalifikował się dsq – Zawodnik zdyskwalifikowany w konkursie dns – Zawodnik zakwalifikowany nie wystartował w konkursie - – Zawodnik niezgłoszony do konkursu |            |            |                |                |                        |                        |                 |                 |                  |                             |                |                    |               |                |                |              |               |               |               |               |                |                |           |             |             |               |               |         |         |

## Klasyfikacja generalna Pucharu Świata
| lp. | zawodnik                 | kraj              | punkty |
| --- | ------------------------ | ----------------- | ------ |
| 1.  | Adam Małysz              | Polska            | 1357   |
| 2.  | Sven Hannawald           | Niemcy            | 1235   |
| 3.  | Andreas Widhölzl         | Austria           | 1028   |
| 4.  | Janne Ahonen             | Finlandia         | 1016   |
| 5.  | Florian Liegl            | Austria           | 986    |
| 6.  | Martin Höllwarth         | Austria           | 925    |
| 7.  | Primož Peterka           | Słowenia          | 805    |
| 8.  | Matti Hautamäki          | Finlandia         | 797    |
| 9.  | Roar Ljøkelsøy           | Norwegia          | 757    |
| 10. | Sigurd Pettersen         | Norwegia          | 747    |
| 11. | Hideharu Miyahira        | Japonia           | 639    |
| 12. | Andreas Goldberger       | Austria           | 556    |
| 13. | Noriaki Kasai            | Japonia           | 548    |
| 14. | Bjørn Einar Romøren      | Norwegia          | 523    |
| 15. | Michael Uhrmann          | Niemcy            | 516    |
| 16. | Andreas Kofler           | Austria           | 506    |
| 17. | Robert Kranjec           | Słowenia          | 431    |
| 18. | Christian Nagiller       | Austria           | 428    |
| 19. | Peter Žonta              | Słowenia          | 410    |
| 20. | Thomas Morgenstern       | Austria           | 385    |
| 21. | Tami Kiuru               | Finlandia         | 380    |
| 22. | Veli-Matti Lindström     | Finlandia         | 295    |
| 23. | Martin Schmitt           | Niemcy            | 253    |
| 24. | Arttu Lappi              | Finlandia         | 241    |
| 25. | Jakub Janda              | Czechy            | 227    |
| 26. | Lars Bystøl              | Norwegia          | 226    |
| 27. | Reinhard Schwarzenberger | Austria           | 216    |
| 28. | Simon Ammann             | Szwajcaria        | 202    |
| 29. | Henning Stensrud         | Norwegia          | 200    |
| 30. | Kazuyoshi Funaki         | Japonia           | 185    |
| 31. | Roberto Cecon            | Włochy            | 183    |
| 32. | Georg Späth              | Niemcy            | 172    |
| 33. | Damjan Fras              | Słowenia          | 156    |
| 34. | Martin Koch              | Austria           | 151    |
| 35. | Tommy Ingebrigtsen       | Norwegia          | 150    |
| 36. | Kim-Roar Hansen          | Norwegia          | 143    |
| 37. | Mathias Hafele           | Austria           | 124    |
| 38. | Michael Neumayer         | Niemcy            | 92     |
| 39. | Stefan Pieper            | Niemcy            | 87     |
| 40. | Janne Happonen           | Finlandia         | 84     |
| 41. | Rok Benkovič             | Słowenia          | 83     |
| 42. | Anders Bardal            | Norwegia          | 77     |
| 42. | Marcin Bachleda          | Polska            | 77     |
| 44. | Stefan Thurnbichler      | Austria           | 67     |
| 45. | Akseli Kokkonen          | Finlandia         | 59     |
| 46. | Maximilian Mechler       | Niemcy            | 54     |
| 47. | Christof Duffner         | Niemcy            | 50     |
| 47. | Teppei Takano            | Japonia           | 50     |
| 49. | Akira Higashi            | Japonia           | 47     |
| 50. | Clint Jones              | Stany Zjednoczone | 44     |
| 51. | Jussi Hautamäki          | Finlandia         | 38     |
| 52. | Stephan Hocke            | Niemcy            | 36     |
| 53. | Dmitrij Wasiljew         | Rosja             | 32     |
| 54. | Toni Nieminen            | Finlandia         | 28     |
| 54. | Jaan Jüris               | Estonia           | 28     |
| 56. | Kristoffer Jåfs          | Szwecja           | 27     |
| 57. | Balthasar Schneider      | Austria           | 25     |
| 57. | Igor Medved              | Słowenia          | 25     |
| 57. | Alexander Herr           | Niemcy            | 25     |
| 60. | Andreas Küttel           | Szwajcaria        | 20     |
| 60. | Wolfgang Loitzl          | Austria           | 20     |
| 60. | Ilja Roslakow            | Rosja             | 20     |
| 63. | Alan Alborn              | Stany Zjednoczone | 17     |
| 64. | Jörg Ritzerfeld          | Niemcy            | 16     |
| 64. | Nicolas Dessum           | Francja           | 16     |
| 66. | Tomisław Tajner          | Polska            | 15     |
| 66. | Martin Mesík             | Słowacja          | 15     |
| 66. | Sylvain Freiholz         | Szwajcaria        | 15     |
| 69. | Risto Jussilainen        | Finlandia         | 13     |
| 70. | Emmanuel Chedal          | Francja           | 12     |
| 71. | Michael Möllinger        | Niemcy            | 8      |
| 72. | Jan Matura               | Czechy            | 7      |
| 73. | Kai Bracht               | Niemcy            | 6      |
| 74. | Janne Ylijärvi           | Finlandia         | 6      |
| 74. | Pekka Salminen           | Finlandia         | 6      |
| 76. | Robert Mateja            | Polska            | 5      |
| 76. | Rok Urbanc               | Słowenia          | 5      |
| 78. | Tomasz Pochwała          | Polska            | 4      |
| 78. | Jan Mazoch               | Czechy            | 4      |
| 78. | Maxime Remy              | Francja           | 4      |
| 81. | Kalle Keituri            | Finlandia         | 3      |
| 82. | Ingemar Mayr             | Holandia          | 2      |
| 82. | Jens Salumäe             | Estonia           | 2      |
| 84. | Dirk Else                | Niemcy            | 1      |
| 84. | Marco Steinauer          | Szwajcaria        | 1      |

## Klasyfikacja generalna Pucharu Narodów
| Lok. | Reprezentacja     | Punkty |
| ---- | ----------------- | ------ |
| 1.   | Austria           | 6117   |
| 2.   | Finlandia         | 3716   |
| 3.   | Norwegia          | 3273   |
| 4.   | Niemcy            | 3101   |
| 5.   | Słowenia          | 2315   |
| 6.   | Japonia           | 1869   |
| 7.   | Polska            | 1608   |
| 8.   | Czechy            | 338    |
| 9.   | Włochy            | 283    |
| 10.  | Szwajcaria        | 238    |
| 11.  | Stany Zjednoczone | 61     |
| 12.  | Rosja             | 52     |
| 13.  | Francja           | 32     |
| 14.  | Estonia           | 30     |
| 15.  | Szwecja           | 27     |
| 16.  | Słowacja          | 15     |
| 17.  | Holandia          | 2      |

## Liderzy klasyfikacji generalnej Pucharu Świata
Pozycja lidera Pucharu Świata należy do zawodnika, który w dotychczas rozegranych zawodach zgromadził najwięcej punktów do klasyfikacji generalnej cyklu. W przypadku równej liczby punktów, liderem Pucharu Świata jest ten zawodnik, który ma na swoim koncie więcej wygranych konkursów. W konkursie inaugurującym nowy sezon, rolę lidera przyjmuje zawodnik, który zwyciężył w poprzedniej edycji.
| Nr | Zawodnik         | Data objęcia pozycji lidera | Miasto                | Data utraty pozycji lidera | Miasto                | Liczba konkursów |
| -- | ---------------- | --------------------------- | --------------------- | -------------------------- | --------------------- | ---------------- |
| 1. | Adam Małysz      | Triumfator PŚ 2001/02       | Triumfator PŚ 2001/02 | 29 listopada 2002          | Kuusamo               | 1                |
| 2. | Primož Peterka   | 29 listopada 2002           | Kuusamo               | 7 grudnia 2002             | Trondheim             | 2                |
| 3. | Andreas Widhölzl | 7 grudnia 2002              | Trondheim             | 8 grudnia 2002             | Trondheim             | 1                |
| 4. | Sigurd Pettersen | 8 grudnia 2002              | Trondheim             | 15 grudnia 2002            | Titisee-Neustadt      | 2                |
| 5. | Martin Höllwarth | 15 grudnia 2002             | Titisee-Neustadt      | 6 stycznia 2003            | Bischofshofen         | 6                |
| 6. | Janne Ahonen     | 6 stycznia 2003             | Bischofshofen         | 8 lutego 2003              | Willingen             | 9                |
| 7. | Sven Hannawald   | 8 lutego 2003               | Willingen             | 9 marca 2003               | Oslo                  | 2                |
| 8. | Adam Małysz      | 9 marca 2003                | Oslo                  | Triumfator PŚ 2002/03      | Triumfator PŚ 2002/03 | 4                |